# Коткас, Рейн
Рейн Коткас (эст. Rein Kotkas, род. 11 мая 1950, Кехра) — эстонский советский актёр театра и кино.

## Биография
Окончил актёрский факультет Таллинской государственной консерватории (1968—1972), курс Вольдемара Пансо. В 1971—1991 гг. актёр Эстонского драматического театра. Снимался в кино и на телевидении. По окончании актёрской карьеры работал ведущим торжественных церемоний. Снял по собственному сценарию документальные фильмы «История строительства Студии Старого города» (эст. Vanalinnastuudio ehitamise lugu; 2000) и «История строительства Художественного музея» (эст. Kunstimuuseumi ehitamise lugu; 2005).

### Фильмография
- 1987 — Залив счастья — Дэвид Стюарт
- 1985 — Вариант «Зомби» — телекомментатор
- 1984 — Европейская история (эпизод)
- 1980 — «Мерседес» уходит от погони — Дилер
- 1977 — Цену смерти спроси у мёртвых (эпизод)
- 1977 — Фронт за линией фронта (эпизод)
- 1972 — Молодой пенсионер
- 1971 — Дон Жуан в Таллине — кавалер